# سولي ماكلويد
سولي ماكلويد (بالإنجليزية: Solly McLeod؛ مواليد 11 فبراير 2000) هو مُمثل إنجليزي.

## وصلات خارجية
- سولي ماكلويد على موقع IMDb (الإنجليزية)
- سولي ماكلويد على موقع قاعدة بيانات الفيلم (الإنجليزية)